# غوستاف تيري
غوستاف إدوارد إيمي فيكتور تيري (5 سبتمبر 1871 - 21 يونيو 1928) (بالفرنسية: Gustave Édouard Aimé Victor Téry)‏ صحفي فرنسي.
نشر غوستاف تيري رواية الجحيم للكاتب الفرنسي هنري باربوس، على الرغم من الرقابة، وقام بحملة لإنشاء عصبة الأمم.